# Гранд (телесеріал)
«Гранд» — російський комедійний серіал, пряме продовження ситкому «Готель Елеон». Виробництвом серіалу займаються компанії Yellow, Black and White і Keystone Production. Серіал оповідає про комічні і драматичні ситуації всередині колективу московського п'ятизіркового бутик-готелю Grand Lion, з 3 сезону — заміського еко-готелю Grand.

## Історія створення
Під час показу і після завершення 3 сезону серіалу «Готель Елеон» на каналі СТС про подальшу долю франшизи працівників московського ресторану і готелю нічого не було відомо. До того моменту її творці і виробники (компанія Yellow, Black and White) розірвали відносини з цим телеканалом і створили новий розважальний канал «Супер», що належить холдингу «Газпром-Медіа» і запущений 1 січня 2018 року. Тільки 10 лютого 2018 року актор Владислав Вєтров, який виконував роль інженера Бориса Леонідовича, виклав у своєму Instagram фотографію торта у формі футбольного м'яча, зняту в декораціях готелю.
В кінцевому підсумку 9 липня 2018 року на YouTube-акаунті телеканалу «Супер» був викладений тизер серіалу, який отримав назву «Гранд». Прем'єра першого сезону відбулася 9 серпня на онлайн-сервісі START.RU, а телепрем'єра — 10 вересня о 21:00. Показ сезону завершився 11 жовтня.
За аналогією з «Готелем Елеон», кожна серія серіалу має назву, яка є останньою виголошеною в серії фразою.
Через кілька днів після телепрем'єри серіалу на сайті «РБК» з'явилася інформація, що у другому сезоні він може втратити декорації готелю і значну частини героїв, раніше представлених в «Кухні» та «Готелі Елеон». Повідомлялося, що персонажі нібито будуть з'являтися в намічених на осінь 2019 року продовженнях даних серіалів, права на які відстояв у Yellow, Black and White колишній партнер компанії в особі СТС. Незабаром інформація підтвердилася за сюжетом у першому і фінальному епізодах другого сезону. Продовження буде зніматися в нових декораціях.
З 6 листопада 2018 по 3 лютого 2019 року проходили зйомки другого сезону серіалу. Акторський склад нового сезону поповнили Семен Тріскунов, Джемал Тетруашвили і Аліка Смєхова.
Прем'єра другого сезону серіалу відбулася на START.ru 1 березня, а телевізійна — на телеканалі «Супер» 25 березня 2019 року о 21:00. Показ другого сезону, завершився 25 квітня, в цей же день о 22:00 на каналі «Супер» відбувся показ документального фільму «Гранд—2. Фільм про фільм», в якому творці та актори заявили про роботу над третім сезоном телесеріалу.
Зйомки третього сезону серіалу стартували 18 вересня 2019 року, акторський склад поповнили Єлизавета Кононова, Ігор Хрипунов, Олександра Урсуляк та Олександр Соколовський. Прем'єра третього сезону відбулася 1 січня 2020 року на відеосервісі START. Телевізійна прем'єра на телеканалі «Супер» відбудеться 1 березня 2020 року в 19:00.

## Сюжет
Дії серіалу починаються взимку, незабаром після подій третього сезону серіалу «Готель Елеон». Михайло Джекович і Софія Янівна знову разом (спочатку вони намагалися приховати це від колег). Але їх коханню знову доведеться пережити багато випробувань.
Петро Олексійович Романов продав свою половину готелю ексцентричному олігарху Леву Глебовичу Федотову, який активно включається в управління і починає «реформи», вносячи сум'яття в колектив. Федотов перейменовує «Eleon» в «Grand Lion», а також веде переговори з Елеонорою Андріївною про придбання її частки готелю. За тиждень до операції Елеонора потрапляє в авіакатастрофу і всі вважають її загиблою. Однак вона повертається наприкінці першого сезону і впливає на важливі події в житті деяких героїв.
Новим центральним персонажем стає амбітна і схильна до авантюр студентка п'ятого курсу Алтайського університету туризму і відпочинку Ксенія Завгородня, яка мріє працювати в готельному бізнесі та відкрити власний готель. Але домагання ректора ставлять під загрозу не тільки плани Ксюші, але й її подальше навчання у Вузі. Дівчина знаходить сміливий, при цьому дуже скандальний вихід з ситуації, після якого їй доводиться рятуватися втечею з рідного Барнаула. У Москві Ксюша розраховує влаштуватися портьє в бутік-готель «Grand Lion», де працює її батько, Борис Завгородній.
Підприємлива Ксенія представляється дипломованим фахівцем, але незабаром її звільняють, і у дівчини є тільки один шанс отримати роботу — стати пралею, почавши кар'єру з найнижчої ступені готельної соціальної драбини…
У першому сезоні в готель повертається кілька героїв з минулого серіалу — Павло Аркадійович, який стає спадкоємцем Елеонори Андріївни, оскільки всі вважають її загиблою в авіакатастрофі; Христина Семенівна, яка встигла побувати дружиною Льва Глібовича, а також Дар'я Канаєва і Єгор (у фантазіях Юлі Коміссарової).
У другому сезоні після приїзду з медового місяця Лев Глібович призначає нового молодого перспективного керівника — Станіслава Володимировича Сирського. Він намагається навести порядок в готелі згідно зі своїм теоретичним знанням, але на практиці з першого дня стикається з труднощами і неприйняттям колективу…
У третьому сезоні у Лева Глібовича додасться багато клопоту: він відкриває новий заміський еко-готель Grand, в якому керуючою стає Ксенія, також Лев знаходить свою навіжену дочку Маргариту, у якої серйозні проблеми з законом…

## В ролях
| Актор                  | Роль |
| ---------------------- | --- |
| Міла Сивацька          | Ксенія Борисівна Завгородня (з 1 сезону) портьє / прачка / покоївка / заступник старшої покоївки бутік-готелю Grand Lion (1-43 серії) / керуючий (general manager) еко-готелем Grand (з 44 серії). Приїхала в Москву з Барнаулу. Дочка дядька Борі, подруга Юлі, з 7 по 17 серії зустрічалася з Олексієм, з 35 по 43 серії зустрічалася зі Стасом                                           |
| Олександр Ликов        | Лев Глібович Федотов (з 1 сезону) власник бутік-готелю Grand Lion (1-43 серії) / власник еко-готелю Grand (з 44 серії), з 22 по 28 серії - чоловік Ольги. У 43 серії йому довелося віддати своїй колишній дружині Ользі готель, після чого вирішує відкрити новий готель за містом |
| Єлизавета Кононова     | Маргарита Львівна Федотова (з 3 сезону) дочка Льва Глібовича, наречена Олексія Зуйонка |
| Микола Шрайбер         | Ігор Павлович Зуєв (з 2 сезону) генеральний директор енергокорпорації «Трансбазгаз», приятель і партнер Льва Глібовича, співвласник еко-готелю Grand (з 45 серії) |
| Костянтин Білошапка    | Олексій Вікторович Зуйонок (з 1 сезону) портьє бутік-готелю Grand Lion / офіціант ресторану Victor / керуючий (general manager) бутик-готелем Grand Lion (1-42 серії). У 42 серії звільнився з готелю. З 7 по 17 серії зустрічався з Ксенією, залишаючись закоханим в неї. Наречений Ріти Федотової (в 3 сезоні)                                                                            |
| Ольга Філімонова       | Ольга Богданівна (1-2 сезони) шеф-кухар ресторану Victor / співвласниця / власниця бутік-готелю Grand Lion, подруга Софії, з 22 по 28 серії - дружина Льва Глібовича. У 28 серії дізналася про зраду Льва Глібовича і подала на розлучення, а в 43 серії, заручившись підтримкою ворога Льва Глібовича, змусила колишнього чоловіка віддати їй готель                                       |
| Катерина Вілкова       | Софія Яновна Толстая (1 сезон) керуюча (general manager) бутик-готелем Grand Lion (1-21 серії), з 21 серії - дружина Михайла Джековича, чекає від нього дитину, в 2 сезоні пішла в декретну відпустку |
| Олена Ксенофонтова     | Елеонора Андріївна Галанова (1 сезон) власниця бутік-готелю Grand Lion (1-21 серії), тітка Павла Аркадійовича, в 7 серії після аварії літака зникла безвісти, в 20 серії повернулася в готель і продала свою частку акцій готелю Льву Глібовичу |
| Мілош Бикович          | Павло Аркадійович (1 сезон) племінник Елеонори Андріївни, друг Ксенії, був закоханий в Ксенію, після її відмови зустрічатися з ним повернувся до Сербії |
| Григорій Сиятвинда     | Михайло Джекович Гебреселассіє (1-2 сезони) заступник керуючого бутик-готелем Grand Lion (1-21 серії), з 21 серії - чоловік Софії, друг Сені і дядька Борі, з 22 серії перейшов на роботу в інший готель |
| Семен Треськунов       | Станіслав Володимирович Сирський (2 сезон) Керівник (general manager) бутик-готелем Grand Lion / портьє бутік-готелю Grand Lion / керуючий (general manager) бутік- готелем Grand Lion, з 35 по 43 серії зустрічався з Ксенією. У 43 серії залишився працювати керуючим в готелі Ольги, тим самим зрадивши Ксюшу і закінчивши з нею стосунки                                                |
| Аліка Смєхова          | Ірина Завгородня (2 сезон) мати Ксенії, колишня дружина Бориса Леонідовича, власниця мережі манікюрних салонів в Барнаулі |
| Сергій Лавигін         | Арсеній Андрійович Чуганін (1-2 сезони) су-шеф / шеф-кухар / кухар-універсал / шеф-кухар ресторану Victor, чоловік Марини, кращий друг Феді, друг Михайла Джековича і дядька Борі; зустрічався з Юлею. Пішов з готелю разом з Федором в 43 серії через сварку з Ольгою і вирішив відкрити бізнес                                                                                            |
| Анна Бєгунова          | Марина Антонівна Чуганіна (1-2 сезони) головний бухгалтер бутік-готелю Grand Lion (1-21 серії), дружина Сені, подруга Насті |
| Михайло Тарабукін      | Федір Михайлович Юрченко (1-2 сезони) шеф-кухар / су-шеф / кухар-універсал / су-шеф ресторану Victor, кращий друг Сені, зустрічався з Юлею. Пішов з готелю разом з Сенею в 43 серії через сварку з Ольгою і вирішив відкрити бізнес |
| Ольга Кузьміна         | Анастасія Степанівна Анісімова (Фоміна) (1-2 сезони) артдиректор ресторану Victor / в. о. керуючого бутик-готелем Grand Lion / артдиректор ресторану Victor / співвласник бару і бармен ресторану Victor, дружина Кості, мати Стьопи. Подруга Марини і Софії. У 43 серії пішла з готелю через сварку з Ольгою, після чого разом з Костею вирішила поїхати в Сінгапур. Чекає на другу дитину |
| Віктор Хоріняк         | Костянтин Костянтинович Анісімов (1-2 сезони) старший бармен і власник бару ресторану Victor, чоловік Насті, батько Стьопи. У 43 серії пішов з готелю через сварку з Ольгою, після чого разом з Настею вирішив поїхати в Сінгапур. Чекають з Настею другу дитину |
| Ігор Хрипунов          | Григорій Іванович Сафронов (з 3 сезону) артдиректор і сомельє ресторану Grand, чоловік Регіни |
| Олександра Урсуляк     | Регіна Марківна Сафронова (з 3 сезону) шеф-кухар ресторану Grand, дружина Григорія |
| Олександра Кузенкіна   | Юлія Макарівна Коміссарова (з 1 сезону) покоївка бутік-готелю Grand Lion (1-43 серії) / покоївка еко-готелю Grand (з 44 серії) / заступник старшої покоївки еко- готелю Grand, подруга Ксенії, зустрічалася з Сенєю, закохана в Григорія |
| Жаннат Керімбаев       | Айбек Керімбаевіч Семес (з 1 сезону) племінник Айнури, заступник головного інженера бутік-готелю Grand Lion (1-43 серії) / заступник головного інженера еко-готелю Grand (з 44 серії), зустрічається з Ганною Гупаленко |
| Владислав Вєтров       | Борис Леонідович Завгородній (дядько Боря) (з 1 сезону) головний інженер (manager of engineering) бутік-готелю Grand Lion (1-43 серії) / головний інженер (manager of engineering ) еко-готелю Grand (з 44 серії), батько Ксенії, друг Михайла Джековича і Сені, жив з Валентиною Іванівною, симпатизує Стеллі Анатоліївні                                                                  |
| Наталія Щукіна         | Валентина Іванівна Салтикова (з 1 сезону) старша покоївка (housekeeping manager) бутік-готелю Grand Lion (1-43 серії) / старша покоївка (housekeeping manager) еко-готелю Grand ( з 45 серії), жила з Борисом Леонідовичем і Володимиром Юсуповичем |
| Віктор Супрун          | Михайло Михайлович (з 3 сезону) єгер еко-готелю Grand |
| Костянтин Федоров      | Леонід Маркович Косьянов (з 1 сезону) начальник охорони (security manager) бутік-готелю Grand Lion (1-43 серії) / начальник охорони (security manager) еко-готелю Grand (c 44 серії) |
| Данила Рассомахін      | Ярослав (1-2 сезони) брат-близнюк Павла, носій (bell-boy) бутік-готелю Grand Lion |
| Павло Рассомахін       | Павло (1-2 сезони) брат-близнюк Ярослава, носій (bell-boy) бутік-готелю Grand Lion |
| Семен Немцев           | носій (bell-boy) еко-готелю Grand (з 3 сезону) |
| Федір Немцев           | носій (bell-boy) еко-готелю Grand (з 3 сезону) |
| Яким Карасан           | Алмаз заступник головного інженера еко-готелю Grand (з 3 сезону) |
| Джемал Тетруашвілі     | Володимир Юсупович Сломнюк (2 сезон) горничний бутік-готелю Grand Lion, жив з Валентиною Іванівною. Конфліктував з Борисом Леонідовичем через Валентини. У 43 серії затриманий поліцією за шахрайство |
| Олександр Соколовський | Симонов Юрій Сергійович (з 3 сезону) лікар еко-готелю Grand і особистий лікар Льва Глібовича |
| Марина Кондратьєва     | Стелла Анатоліївна (з 3 сезону) медсестра еко-готелю Grand, нова кохана Бориса Леонідовича |
| Анжеліка Каширіна      | Анна Гупаленко (1-2 сезони) покоївка бутік-готелю Grand Lion, зустрічається з Айбеком |
| Іван Кравченко         | Олександр (з 1 сезону) бармен ресторану Victor / бармен ресторану Grand |
| Аліна Носуленко        | Діана Морозова (1-2 сезони) покоївка бутік-готелю Grand Lion |
| Христина Каширіна      | Єлизавета (1 сезон) офіціантка ресторану Victor |
| Олена Співак           | Аліна (1-2 сезони) офіціантка ресторану Victor |
| Тетяна Шелехова        | хостес ресторану Victor / хостес ресторану Grand (з 1 сезону) |
| В'ячеслав Арат         | кухар ресторану Victor / кухар ресторану Grand (з 1 сезону) |
| Максим Артамонов       | Сергій (1-2 сезони) охоронець бутік-готелю Grand Lion |

### Запрошені знаменитості
- Філіп Кіркоров[15] — гість бутік-готелю (2)

## Список сезонів
| Сезон | Сезон | Серії             | Період трансляції                                                                        |
| ----- | ----- | ----------------- | ---------------------------------------------------------------------------------------- |
|       | 1     | 1-21 (21 серія)   | 10 вересня — 11 жовтня 2018 року                                                         |
|       | 2     | 22-43 (22 серії)  | 25 березня — 25 квітня 2019 року                                                         |
|       | 3     | 44-64 (21 серія)  | 1 березня — 30 квітня 2020 року                                                          |
|       | 4     | 65-85 (21 серія)  | 2 жовтня — 16 грудня 2020 року (телеканал Супер) 2 — 6 вересня 2021 року (телеканал СТС) |
|       | 5     | 86-106 (21 серія) | 6 вересня — 7 жовтня 2021 року                                                           |